# Penguin loves Mev
Penguin loves Mev은 대한민국의 만화가 펭귄이 네이버 웹툰에서 매주 수요일과 금요일에 연재하는 웹툰이다. 작가인 '펭귄'과 영국인 남자 Mev(메브)가 만나 연애 후 결혼의 모습을 그린다. 처음에는 연애의 모습을 그리다가 실제로 결혼 후 영국으로 이주하였고, 영국에서의 결혼 모습을 보여주고 있다. 시즌 1은 연애일기, 시즌 2 신혼일기를 거쳐 시즌 3 영국일기로 마무리 되었다. 2011년 5월 2일에는 단행본 1권으로 발매되었다. 스탬프와 스티커, 엽서 등 관련 각종 팬시 상품들이 출시되기도 하였다.
에피소드의 마지막 부분은 작가 자신이 메브의 아이를 임신한 사실을 밝힌 것으로 밝혀졌으며 완결 이후 출산하였다.
시즌 3에서 2012년 하계 올림픽과 브렉시트에 대한 언급 등이 나오는 등 시즌 3에서는 영국의 실제 모습을 다룬 내용도 있다.